# James Delbourgo
James Delbourgo (* 1972) ist ein britischer Wissenschaftshistoriker.
Delbourgo erwarb seinen B.A. 1996 an der University of East Anglia, den M.Phil. 1997 in Cambridge (Christ’s College), studierte dann an der Pennsylvania State University und wurde 2003 an der Columbia University promoviert. Er hatte in der Folge eine Postdoc-Stelle bei Margaret Jacob (UCLA).
Delbourgo lehrte an der McGill-Universität in Montreal, wo er das Programm in Geschichte und Wissenschaftsphilosophie (History and Philosophy of Science) leitete. Seit 2008 arbeitet er an der Rutgers-Universität, wo er Professor für Geschichte ist.
Von September bis Dezember 2011 war er Mitglied der School of Historical Studies in Princeton, wo er über Hans Sloane und die Naturgeschichte Jamaikas arbeitete. Er war 2016 Visiting Professor of History of Science in Harvard. 2019 erhielt er den Hughes Prize für sein Buch über Hans Sloane.
Delbourgo lebt in New York. Er arbeitet über Sammlungsgeschichte und Transatlantische Beziehungen in der Neuzeit. Ferner berät er das Britische Museum und das Museum für Naturgeschichte in London dabei, die Rolle der Sklaverei in der Entstehung ihrer Sammlungen aufzuarbeiten.

## Werke
- Collecting the World: Hans Sloane and the Origins of the British Museum. Penguin, London 2017, ISBN 978-0-674-23748-3.
- Simon Schaffer, Lissa Roberts, Kapil Raj, James Delbourgo (Hrsg.): The Brokered World: Go-Betweens and Global Intelligence, 1770–1820. Sagamore Beach 2009.
- James Delbourgo, Nicholas Dew (Hrsg.): Science and Empire in the Atlantic World. Routledge, London 2008, ISBN 978-0-415-96127-1.
- A Most Amazing Scene of Wonders: Electricity and Enlightenment in Early America. Harvard University Press, Harvard 2006.